# Campanha presidencial de Lula em 2022
A campanha presidencial de Lula em 2022 foi oficializada em 21 de julho de 2022 em São Paulo. O vice na chapa foi Geraldo Alckmin como candidato da federação. O ex-presidente Luiz Inácio Lula da Silva, eleito em 2002 e reeleito em 2006, disputou sua tri-eleição, após sua sucessora, a ex-presidente Dilma Rousseff ter sido eleita em 2010 e reeleita em 2014. A campanha foi bem-sucedida, e Lula foi tri-eleito presidente do Brasil no segundo turno com 50,90% dos votos válidos, derrotando o candidato à reeleição Jair Bolsonaro.
O diretório nacional do Partido dos Trabalhadores (PT), em 13 de abril de 2022, aprovou a indicação do ex-governador de São Paulo Geraldo Alckmin (PSB) para o cargo de vice na chapa que disputaria a eleição presidencial naquele ano. A chapa Lula/Alckmin foi oficializada em 7 de maio, em uma coligação que reuniu PT, PSB, PC do B, Solidariedade, PV e a federação partidária formada por Rede e PSOL.
Luiz Inácio Lula da Silva apresentou como principais compromissos a reconstrução do país diante da crise econômica; com a democracia, soberania e paz; com o desenvolvimento econômico e estabilidade; com o combate à pobreza; com a educação; com a implantação de um Sistema Nacional de Cultura e a ampliação dos programas de moradia.

## Histórico

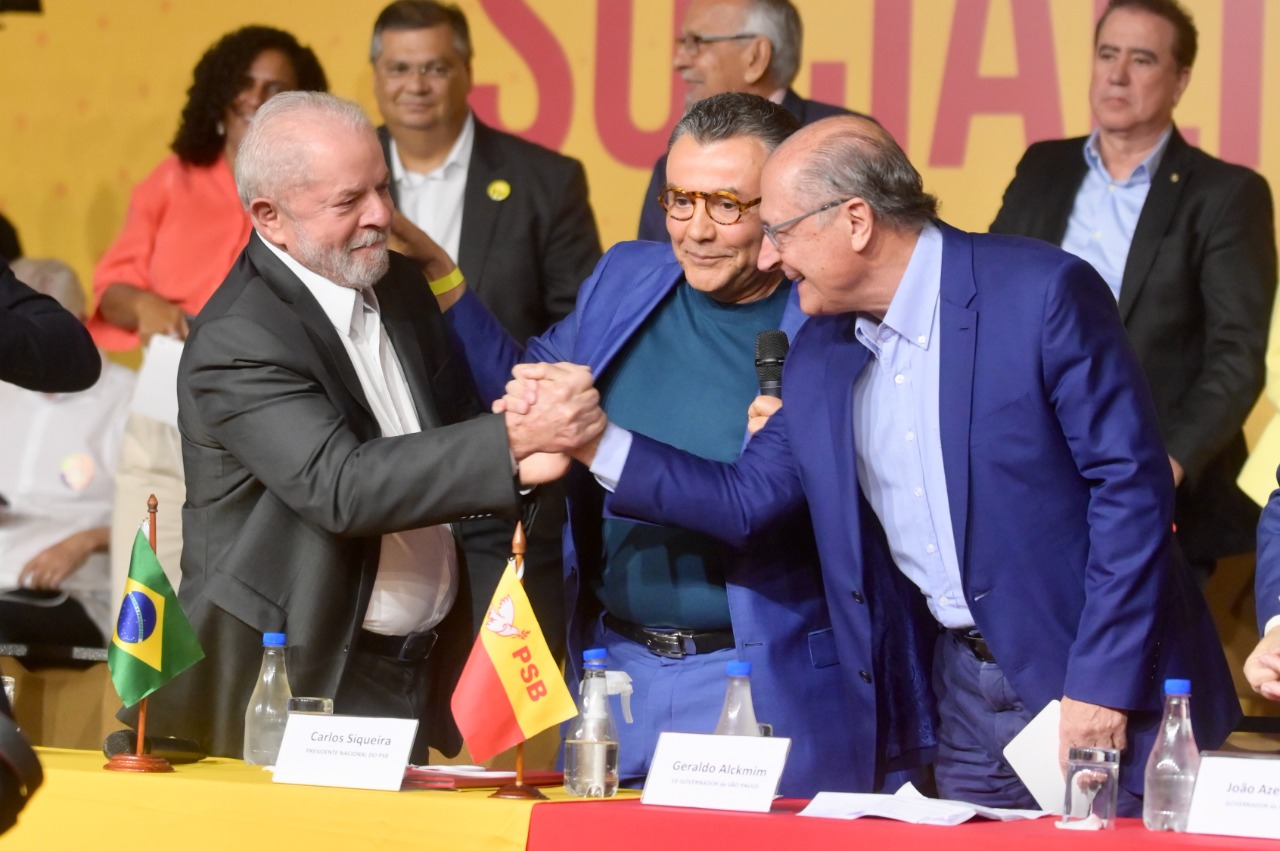
Em convenção Nacional, o PSB indica Alckmin vice de Lula.

Em 20 de maio de 2021, numa entrevista à revista francesa Paris Match, Lula confirmou que seria pré-candidato para as eleições presidenciais no ano seguinte.
O diretório nacional do Partido dos Trabalhadores (PT), em 13 de abril de 2022, aprovou a indicação do ex-governador de São Paulo Geraldo Alckmin (PSB) para o cargo de vice na chapa que disputaria a eleição presidencial naquele ano. A chapa Lula/Alckmin foi oficializada em 7 de maio, em uma coligação que reuniu PT, PSB, PC do B, Solidariedade, PV e a federação partidária formada por Rede e PSOL. Com a desistência de André Janones no dia 4 de agosto, a chapa recebeu o apoio do Avante e do Agir.
Os partidos políticos tiveram até 15 de agosto de 2022 para registrar formalmente os seus candidatos. O Partido dos Trabalhadores aprovou em 21 de julho de 2022 a candidatura do ex-presidente Lula em convenção nacional do partido, em São Paulo. Lula disputará a presidência da República pela sexta vez, o terceiro mandato e será o primeiro candidato a presidente de uma federação partidária. Esta modalidade de aliança foi criada em 2021. A vaga para vice-presidente é do ex-governador Geraldo Alckmin, do PSB.

### Redes sociais
Após a desistência de concorrer como presidente, André Janones ajudou a coordenar as redes sociais da campanha do petista. Ele adotou um estilo parecido com o bolsonarismo, onde ele postava de maneira agressiva sobre polêmicas de Jair Bolsonaro e seus aliados com o uso proposital de notícias falsas. Ele relatou situações no qual usou notícias falsas na eleição de 2022 em seu livro pos-eleições, mas quando o caso foi notificado pelo jornal o Globo, disse que o jornal "mente". "Por isso, ganhou os apelidos de "cachorro louco" e "carluxo da esquerda". Ele conseguiu aumentar a presença do petista nas redes sociais, porém se envolveu em brigas e postou diversas notícias falsas.
Suas técnicas foram apelidadas de "janonismo cultural" e reconhecidas internacionalmente, mas ele recebeu pedidos de impeachment do Progressistas (PP) e o Partido Liberal (PL) e suas redes sociais tiveram conteúdos excluídos e foram monitoradas pelo Tribunal Superior Eleitoral (TSE).

### Apoio do PROS
Em março, o Tribunal de Justiça do Distrito Federal afastou Eurípedes Júnior da presidência do Partido Republicano da Ordem Social (PROS) em razão de susposto desvio de recursos. O partido passou a ser comandado por Marcus Holanda.
No dia 18 de maio de 2022 em uma cerimônia em Brasília, foi anunciada a pré-candidatura de Pablo Marçal pelo PROS à Presidência do Brasil. A chapa do Pros formada por Marçal e Fátima Pérola Neggra foi confirmada em uma convenção nacional na manhã do dia 31 de julho, ainda sob o comando de Holanda. Oito horas depois, no entanto, o ministro do Superior Tribunal de Justiça (STJ) Jorge Mussi devolveu a presidência da sigla a Eurípedes Júnior até que o Tribunal de Justiça do DF termine de julgar o caso.
No dia 3 de agosto, três dias após retomar o controle do Pros, Eurípedes Júnior se reuniu em São Paulo com o candidato a vice-presidente da chapa encabeçada por Lula, Geraldo Alckmin (PSB), e com o coordenador do programa de governo da chapa, Aloizio Mercadante.
No encontro, Júnior declarou apoio à candidatura PT-PSB e se comprometeu a reverter a formalização da candidatura de Pablo Marçal. Segundo nota divulgada pela equipe de Mercadante, a comitiva restituída do Pros sugeriu a Alckmin e Mercadante a inclusão de um programa de auxílio a endividados nos planos de governo da chapa. Marcus Holanda afirmou que iria recorrer da decisão que garantiu o retorno de Eurípedes Júnior ao comando da legenda e que “não medirá esforços para fazer valer a sua escolha”.
Marçal afirmou em coletiva de imprensa, no mesmo dia, que não acreditava que "existem chances" de que a sua candidatura seja cancelada, e que ela será validada no Tribunal Superior Eleitoral (TSE). Em nota, antes da coletiva, Marçal afirmou que sua candidatura "foi indicada em ata de convenção realizada pelo partido dentro dos prazos legais" e que, "para que se consolide o suposto apoio" a um outro candidato, "seriam necessários 10 dias para convocação de uma nova convenção, conforme estatuto do partido, algo inviável até o dia 5 de agosto". O calendário eleitoral definido pelo TSE estabeleceu a data como final para a realização de convenções. Marçal considerou um golpe a convenção que foi realizada dando apoio a candidatura de Lula, pois, segundo ele, o encontro partidário feito dentro da lei é o que confirmou a sua candidatura e não o realizado no último dia de convenções.
A nova executiva nacional do Pros se reuniu no dia 15 de agosto e decidiu, por unanimidade, retirar a candidatura presidencial do coach motivacional Pablo Marçal e apoiar Luiz Inácio Lula da Silva (PT). O coach disse, em nota distribuída por sua assessoria, que haverá uma renúncia coletiva dos candidatos do Pros caso o partido "retire sua postulação e se curve ao PT". E completou: "Os 911 candidatos que vieram ao meu convite sairão do partido, isso inviabilizará todas as nominatas homologadas na convenção e será a última eleição do Pros", disse Marçal.
No dia 28 de agosto, Marçal convocou e liderou uma manifestação em frente à Rede Bandeirantes, durante o 1º debate entre os presidenciáveis, alegando ter sido retirado do debate, e também da sabatina do O Globo e do Jornal Nacional. Pablo Marçal afirmou: “Mais uma vez, eu acabei de receber uma notificação da Band. Estava marcado um grande debate na TV Band e a minha participação já estava confirmada. E aí eu te pergunto: Por que um candidato com 1% com intenção de voto está sendo excluído dessas grandes emissoras?”
Pablo Marçal teve a candidatura cancelada pelo Tribunal Superior Eleitoral, e a confirmação da adesão do PROS a coligação Brasil da Esperança.
No dia 10 de setembro, Marçal declarou apoio e voto ao presidente Jair Bolsonaro (PL) para reeleição e ao candidato a governo de São Paulo Tarcísio de Freitas (Republicanos).

### Apoios
Em 19 de setembro de 2022, foi realizado um evento em que Lula reuniu o apoio de seis dos 13 candidatos a Presidente na eleição de 2018, entre ex-ministros, aliados de longa data e até antigos opositores, buscando formar uma "frente ampla pela democracia", em uma união suprapartidária em torno do petista. Estavam presentes no eventoː Guilherme Boulos (PSOL), Luciana Genro (PSOL), Cristovam Buarque (Cidadania), Marina Silva (Rede), Geraldo Alckmin (PSB), Fernando Haddad (PT), Henrique Meirelles (União Brasil) e João Goulart Filho (PCdoB).
Entre as celebridades que declararam apoio à campanha presidencial de Lula, com grandes somas de seguidores nas redes sociais Twitter, Instagram e Facebook, estão:
Anitta, Angélica, Ludmilla, Paolla Oliveira, Xuxa, Luísa Sonza, Bruno Gagliasso, Pabllo Vittar, Grazi Massafera, Juliette, Manu Gavassi, Jão, Gloria Groove, Iza, Grag Queen, Tatá Werneck, Bruna Marquezine, João Guilherme, Maisa Silva, Rita von Hunty, Anavitória, Camila Pitanga, Emicida, Carlinhos Brown, Caetano Veloso, Preta Gil, Daniela Mercury, José de Abreu, Kleber Mendonça, Carolina Dieckmann, Regina Casé, Marcelo Serrado, Filipe Ret, Baco Exu do Blues, Djonga, Racionais MC's, Xamã, Matuê, MC Cabelinho, Carlinhos Maia e Felipe Neto.

### Ato no Complexo do Alemão

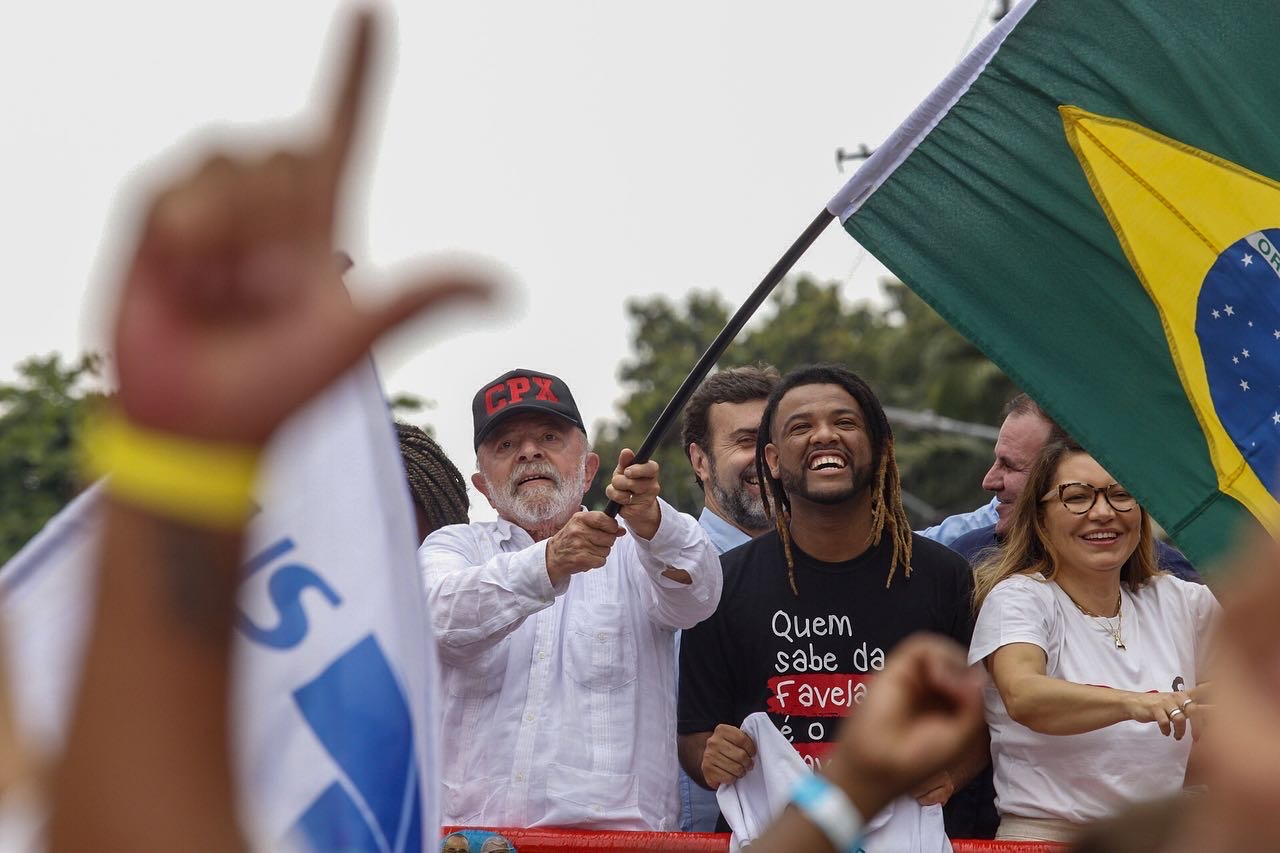
Lula no complexo do alemão em 2022

Em 13 de outubro de 2022, Lula realizou um ato de campanha no Complexo do Alemão, quando foi presenteado com um boné que continha a sigla CPX. O ato reuniu lideranças de 11 comunidades, bem como políticos e apoiadores, como o prefeito do Rio de Janeiro, Eduardo Paes. Após a aparição de Lula com o acessório, a abreviação foi associada erroneamente ao termo "cupinxa" (sic) por Jair Bolsonaro e apoiadores em notícias falsas, para associar o ex-presidente e os moradores das comunidades ao tráfico e ao crime organizado. As fake news foram desmentidas por veículos da imprensa, como agências de checagem de fatos. Em pesquisa IPEC divulgada após a repercussão da visita de Lula, este cresceu 8 pontos percentuais nas intenções de votos de moradores de favelas.

### Segundo turno
No primeiro turno, realizado no dia 02 de outubro de 2022, Lula recebeu 57.259.504 de votos (48,43% dos votos válidos), o que levou a eleição para o segundo turno. A FE Brasil elegeu a segunda maior bancada da Câmara dos Deputados, com 80 cadeiras.
Durante a campanha do segundo turno, foi formada uma frente ampla, contando com o apoio da terceira colocada na disputa presidencial do primeiro turno, a senadora Simone Tebet (MDB), do PDT, do Cidadania, do ex-presidente Fernando Henrique Cardoso e de outros membros do PSDB, como Aloysio Nunes e os senadores José Serra e Tasso Jereissati, do ex-ministro do STF Joaquim Barbosa, do governador reeleito Helder Barbalho (MDB), do senador Cid Gomes (PDT), do ex-candidato a presidente João Amoêdo, da senadora Eliziane Gama, dos ex-presidentes do Banco Central Armínio Fraga e Henrique Meirelles, dentre outros políticos, juristas e economistas.
Lula foi eleito pela 3ª vez presidente da República em 30 de outubro de 2022 com 60.345.999 votos, o que representou 50,90% dos votos válidos.

## Candidatos
Os partidos políticos tiveram até 15 de agosto de 2022 para registrar formalmente os seus candidatos.
| Coligação Brasil da Esperança |                                                                         |
| |                                                                         |
| Lula | Geraldo Alckmin                                                         |
| |                                                                         |
| para presidente | para vice-presidente                                                    |
| Presidente da República de 1° de janeiro de 2003 até 1º de janeiro de 2011 | Governador de São Paulo de 1º de janeiro de 2011 até 6 de abril de 2018 |
| Integrantes: - Federação Brasil da Esperança (PT, PCdoB e PV) - Partido Socialista Brasileiro - Federação PSOL REDE - Solidariedade - Avante - Agir - Partido Republicano da Ordem Social |                                                                         |

## Resultado da eleição

### Eleições presidenciais
| Ano de eleição | Candidato                 | Primeiro turno      | Primeiro turno      | Segundo turno       | Segundo turno       | Resultado |
| Ano de eleição | Candidato                 | # do total de votos | % do total de votos | # do total de votos | % do total de votos | Resultado |
| -------------- | ------------------------- | ------------------- | ------------------- | ------------------- | ------------------- | --------- |
| 2022           | Luiz Inácio Lula da Silva | 57 259 504          | 48,43%              | 60 345 999          | 50,90%              | Eleito    |